# Joe Letz
Joe Letz, auch bekannt als DJ Joe Letz (* 26. Oktober 1980 in New York City), ist ein US-amerikanischer Schlagzeuger und DJ. Bekannt wurde Letz als Schlagzeuger der Band Combichrist und als aktueller Schlagzeuger der Electro-Pop-Band Aesthetic Perfection und bei Till Lindemanns Solo-Projekt Lindemann.

## Leben
Letz spielte für Amen, Mortiis, Wednesday 13, Genitorturers, Hanzel und Gretyl, Imperative Reaction und Emigrate. Als DJ trat er unter anderem als Vorband bei Rammsteins Amerika-Tour auf.
Mit der Band Rammstein war Letz auf ihrer Stadiontour 2019 sowie 2022 unterwegs, unter anderem als Assistent von Richard Kruspe.
Im Kontext der Recherchen bezüglich der Vorwürfe gegen Rammstein-Sänger Till Lindemann veröffentlichten mehrere Medien Informationen zur Rolle von Joe Letz.